# Sister Bay (Wisconsin)
Sister Bay es una villa ubicada en el condado de Door en el estado estadounidense de Wisconsin. En el Censo de 2010 tenía una población de 876 habitantes y una densidad poblacional de 94,58 personas por km².

## Geografía
Sister Bay se encuentra ubicada en las coordenadas 45°11′14″N 87°7′46″O / 45.18722, -87.12944. Según la Oficina del Censo de los Estados Unidos, Sister Bay tiene una superficie total de 9.26 km², de la cual 6.67 km² corresponden a tierra firme y (27.94%) 2.59 km² es agua.

## Demografía
Según el censo de 2010, había 876 personas residiendo en Sister Bay. La densidad de población era de 94,58 hab./km². De los 876 habitantes, Sister Bay estaba compuesto por el 97.49% blancos, el 0.68% eran afroamericanos, el 0.11% eran amerindios, el 0.23% eran asiáticos, el 0% eran isleños del Pacífico, el 1.03% eran de otras razas y el 0.46% pertenecían a dos o más razas. Del total de la población el 3.08% eran hispanos o latinos de cualquier raza.